# Икскуль, Александр Карлович
Барон Александр Карлович Икскуль (1805—1880) — российский общественный деятель, почётный опекун; камергер (1835) и тайный советник (1868).

## Биография
Сын барона Карла Борисовича Икскюля родился 9 (21) ноября 1805 года в Дерпте.
Первоначально обучался в Благородном пансионе, с 1820 года — в Царскосельском лицее, который окончил в 1826 году с серебряной медалью и поступил переводчиком на службу в канцелярию начальника Главного морского штаба князя А. С. Меншикова.
С 1835 года в звании камергера Императорского Двора состоял за обер-прокурорским столом I отделения III департамента Правительствующего сената и член Санкт-Петербургского попечительского о тюрьмах комитета. В 1841 году был произведён в действительные статские советники.
С 1858 года член Санкт-Петербургского Комитета для разбора и призрения нищих. В 1866 году  произведён в тайные советники,  почётный опекун Санкт-Петербургского Опекунского совета Учреждений императрицы Марии Фёдоровны, попечитель Александровской больницы, член  Санкт-Петербургского Попечительного совета заведения общественного призрения, состоявший при Собственной Его Императорского Величества канцелярии.
Барон Икскуль был знаком с А. С. Пушкиным и был частым гостем салона Е. А. Карамзиной. Состоял членом Английского клуба в Петербурге (1831—1866) и был известным карточным игроком, проигравшим большие суммы. «Во Франкфурте у Икскюля не было и су, —  писала про него А. О. Смирнова, — и он спал в комнате мужа, а жена его Аника в моей, моя кровать была сзади её, и я видела её косу, свисавшую с подушки. Каждое утро разговор начинался со слов: «Аника, о чем вы думаете?» — «Но как всегда об этой свинье Икскюле, он хочет продать моё имущество, но я не продам, и если он лопнет от бешенства, тем лучше для меня».

## Награды
Был награждён высшими российскими наградами:
- орден Святого Александра Невского (1876)[8]
- орден Белого орла
- орден Святого Владимира 2-й ст.
- орден Святой Анны 1-й ст.
- орден Святого Станислава 1-й ст.

## Семья
Жена — Анна Вакареску (Вэкэреску) (?—1851), представительница валашского боярского рода; по матери своей принадлежала к княжескому роду Гика (её двоюродным дедом был  господарь Валахии Григорий IV Гика). Их дочь Сесилия была замужем (с 1865) за своим кузеном Александром де Бларемберг Море (1840—1886).